# Nasi Lemak

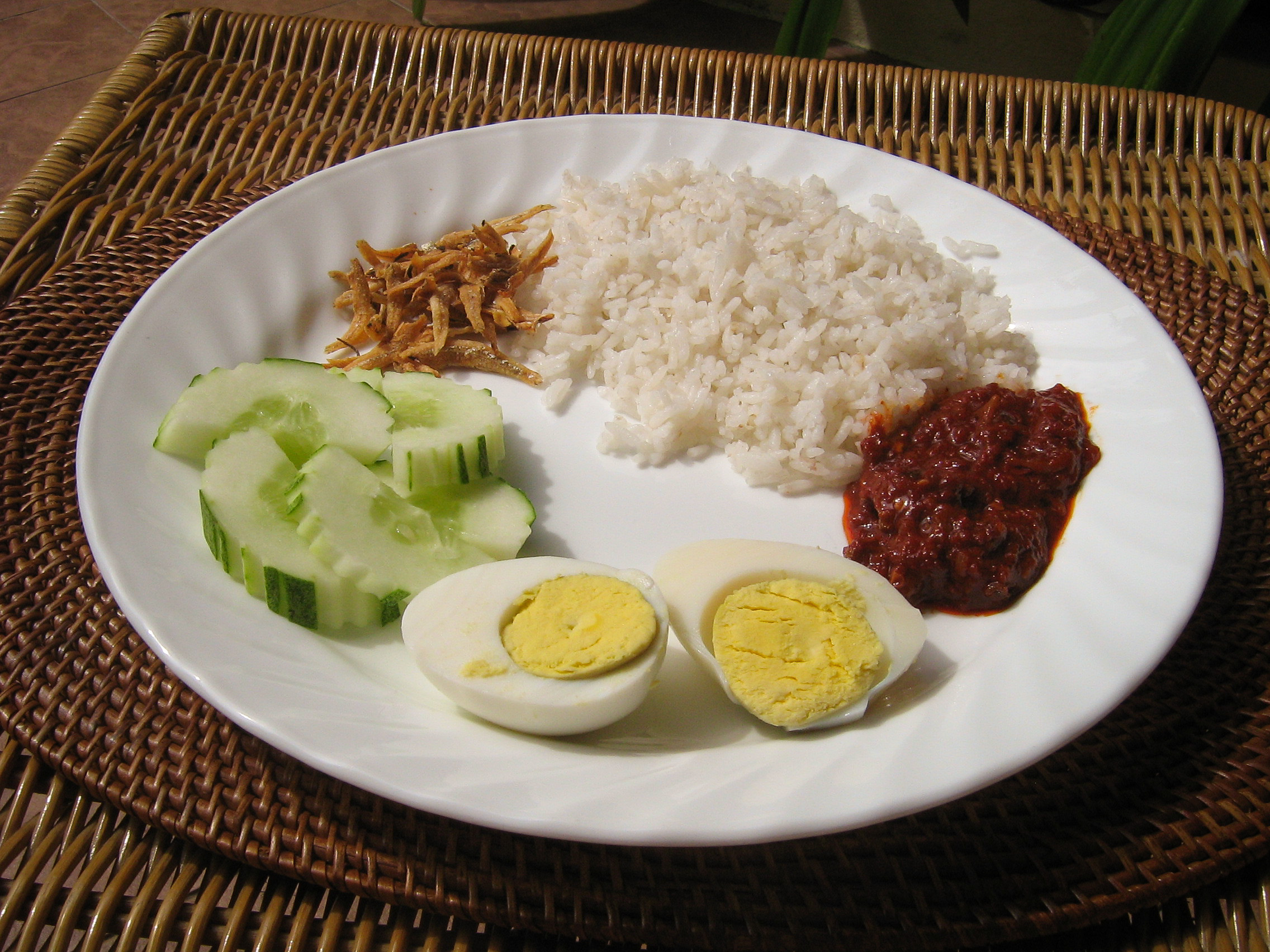
Nasi Lemak mit Gurkenscheiben, getrockneten Sardellen, hartgekochten Eiern und Sambal

Nasi Lemak (malaiisch: Reis fett) ist ein malaysisches Reisgericht, welches vor allem in Malaysia, Brunei, Singapur und im Süden Thailands angeboten und sowohl zum Frühstück als auch zu anderen Tageszeiten gegessen wird.
Die wichtigste Zutat ist Reis, der in Kokosnussmilch getränkt und anschließend gedämpft wird, dies häufig zusammen mit Blättern der Schraubenbäume (Pandan).
Die scharf-würzige Chilisoße Sambal ist eine wichtige Beilage. Sambal wird aus mehreren Sorten von Pfeffern, Chili-Pfeffern und meistens einer gebackenen Garnelenpaste hergestellt. Der Geschmack kann mit Tomaten, Zwiebeln, Zitronengras und süßen Früchten, wie z. B. Mangos, aber auch mit Garnelen und Fischbällchen, die mitgekocht werden, verfeinert werden.
Traditionell gehören Gurkenscheiben, geröstete Erdnüsse, getrocknete Sardellen und ein hartgekochtes Ei als Beilagen dazu. Des Weiteren wird Nasi Lemak häufig zusammen mit Ayam Rendang, gebratenem Hühnchenfleisch oder anderen Fleischgerichten gegessen.
In ganz Malaysia kann man Nasi Lemak in Zeitungspapier oder Bananenblätter (in Form einer Pyramide) verpackt in Straßenrestaurants und Märkten kaufen. Auch in Hotels gehört Nasi Lemak zum Frühstücksbuffet.